# 119 Alteia
Alteia (asteroide 119) é um asteroide da cintura principal com um diâmetro de 57,3 quilómetros, a 2,3721497 UA. Possui uma excentricidade de 0,0810231 e um período orbital de 1 514,79 dias (4,15 anos).
Alteia tem uma velocidade orbital média de 18,53847439 km/s e uma inclinação de 5,77832º.
Este asteroide foi descoberto em 3 de abril de 1872 por James C. Watson.